# Staelia hassleri
Staelia hassleri är en måreväxtart som beskrevs av Paul Carpenter Standley. Staelia hassleri ingår i släktet Staelia och familjen måreväxter.
Artens utbredningsområde är Paraguay. Inga underarter finns listade i Catalogue of Life.